# Бірс (річка)
Бірс (нім. Birs, фр. La Birse) — річка в Швейцарії завдовжки 75 км, ліва притока Рейну. Має витоки у горах Юра

## Назва
У середні віки річку зазвичай називали Бірсе. 
Назва має кельтське походження і походить від кельтського *bers — «швидкий». Тобто — швидкоплинна. 

## Географія

### Витоки
Бірс має виток із джерела на висоті 762 м н.р.м. 

на південному заходні громади Таван в Бернській Юрі нижче перевалу П'єр-Пертюї. 
Починається як невелика річка, оскільки більшість води надходить із підземної річкової системи. 
Дощова вода збирається глибоко всередині гори і тече через розгалужену кілометрову мережу печер. 
Це найбільше джерело у всій долині, яке має початок з карстового джерела у Верхній Юрі. 
У 1974-76 роках середня витрата джерела становила близько 20 м³/хв. 

### Течія
Бірс тече через широкі долини (долина Таван) і вузькі ущелини (долина Клус), обрамлені високими скелями, наприклад ущелина Мутьє біля Мутьє. 
У Делемоні, столиці кантону Юра, річка приймає два потоки Ла-Сорн і Ла-Шельт. 
Між Суаєр і Лісберг перетинає французько- німецькомовну межу і досягає Лауфен, який належить до кантону Базель-Ланд. 
У Лауфені, перетинаючи стійкий вапняковий берег, він утворює 

водоспад, гідроелектростанція біля якого була однією з відправних точок для комерційного розвитку міста.
Біля Ангенштайну річка перетинає Блауенкетте і досягає Бірсека, низовини біля Еша. 
Бірс перетинає вісім гірських хребтів в ущелинах різного ступеня.
Після Ангенштайн-Клус річка розширюється. Перед будівництвом залізниці Юратальбан річку випрямили та частково перегородили в 1875 році. 
Таким чином отримали сухі пасовища та землі під забудову, а також стало можливим будівництво безпечних переходів для зростаючого руху транспорту. 
Залишилися лише заплавні ліси біля Райнаху. 
Райнахергайде — природний заповідник із бідними луками, сухими чагарниками та прибережними лісами. 
Це справжній пташиний рай із 83 різними видами птахів.
Бірська рівнина була майже не заселена до кінця XVIII століття. 
Станом на 2023 рік на леваді розташовані сучасні поселення та комерційні райони Арлесгайм, Райнах та Мюнхенштайн. 
Нижня течія Бірса утворює кордон між двома кантонами Базель-Штадт і Базель-Ландшафт. 
Раніше випрямлену ділянку річки відновили до природного річища у 2004 році. 
Відтоді бобер знову поширився на цій території. 
Утворюючи межі міст Базель і Бірсфельден, Бірс впадає у Високий Рейн

Бірс
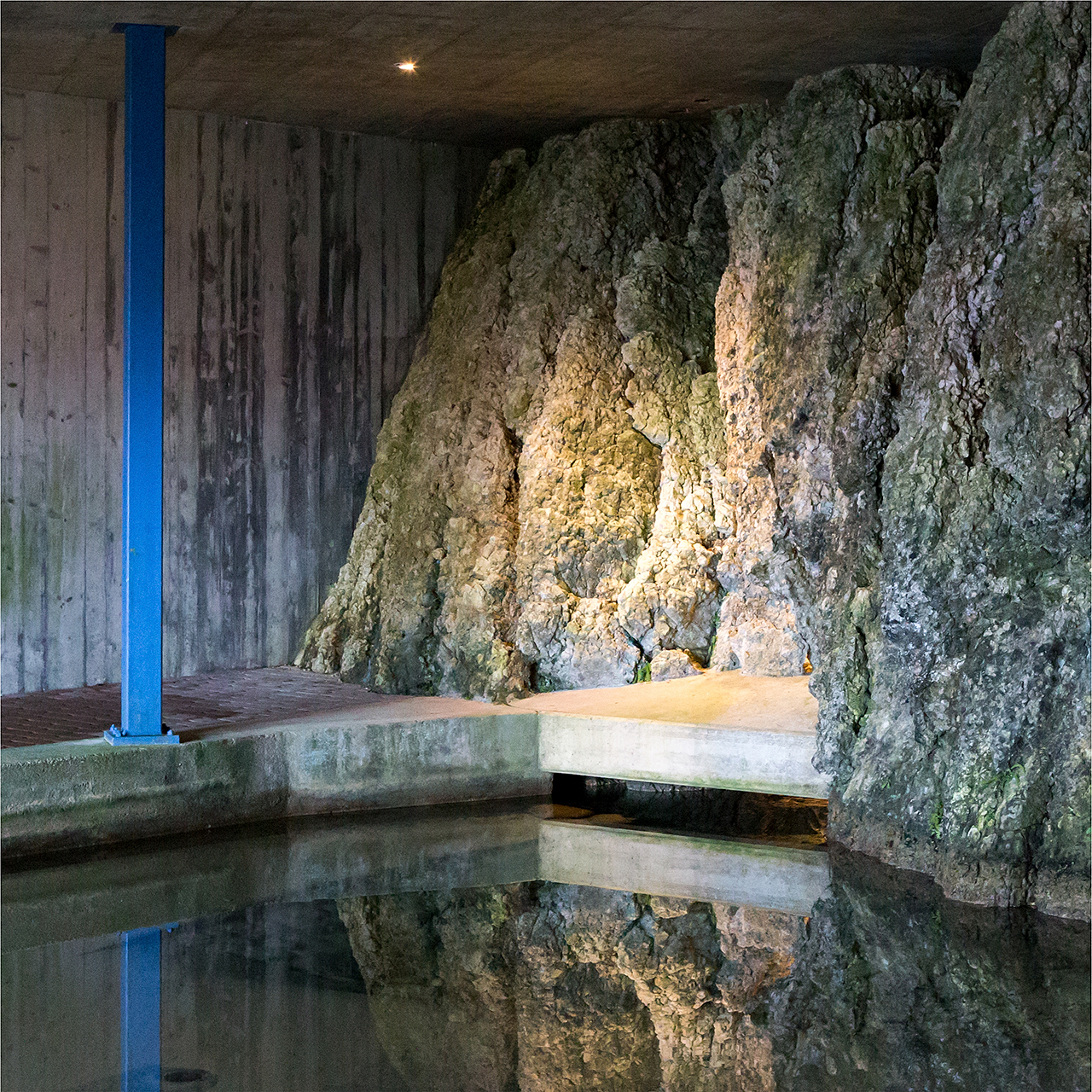
Джерело Бірса в Тавані
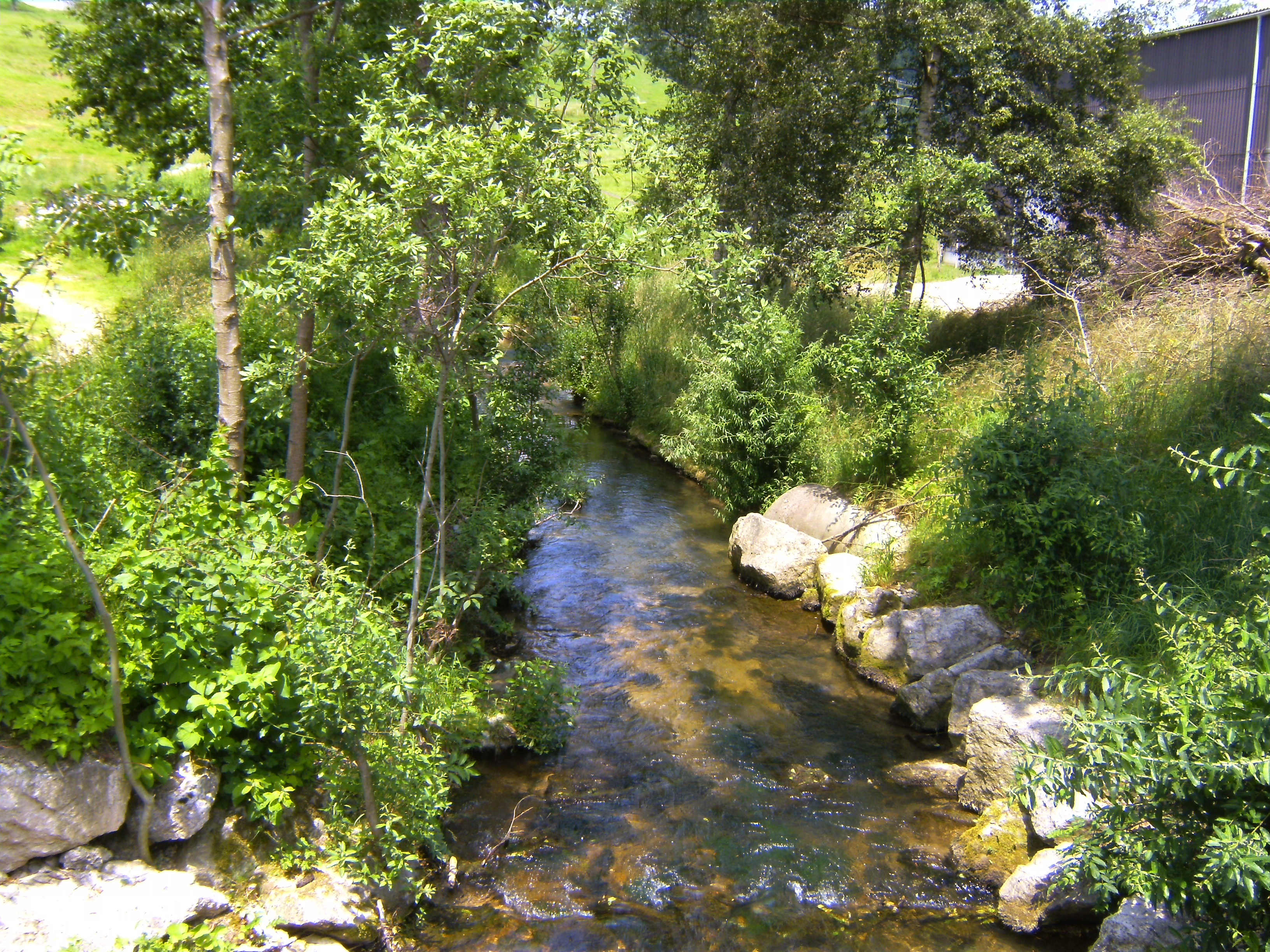
Верхів'я Бірса біля Тавані
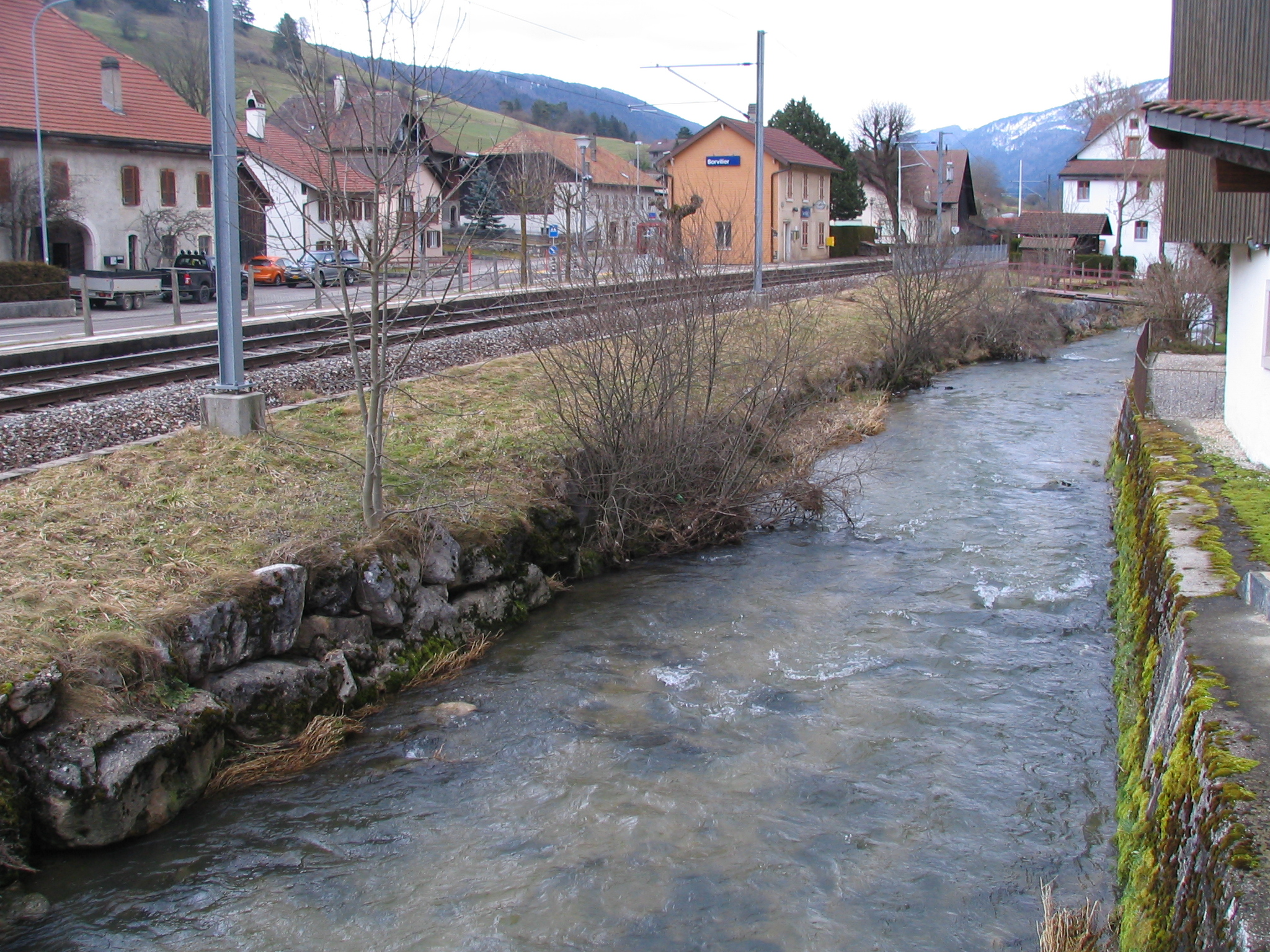
Бірс поблизу Сорвільє
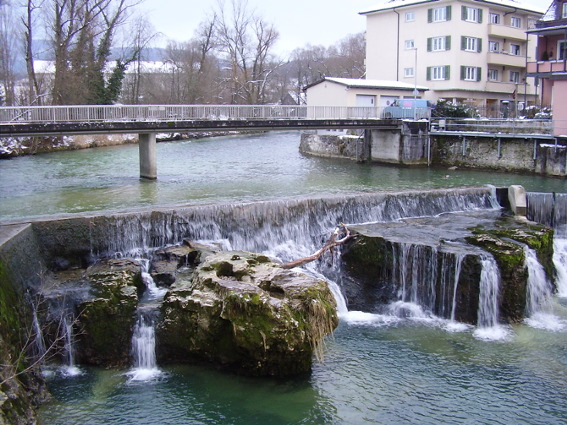
Водоспад в Лауфені
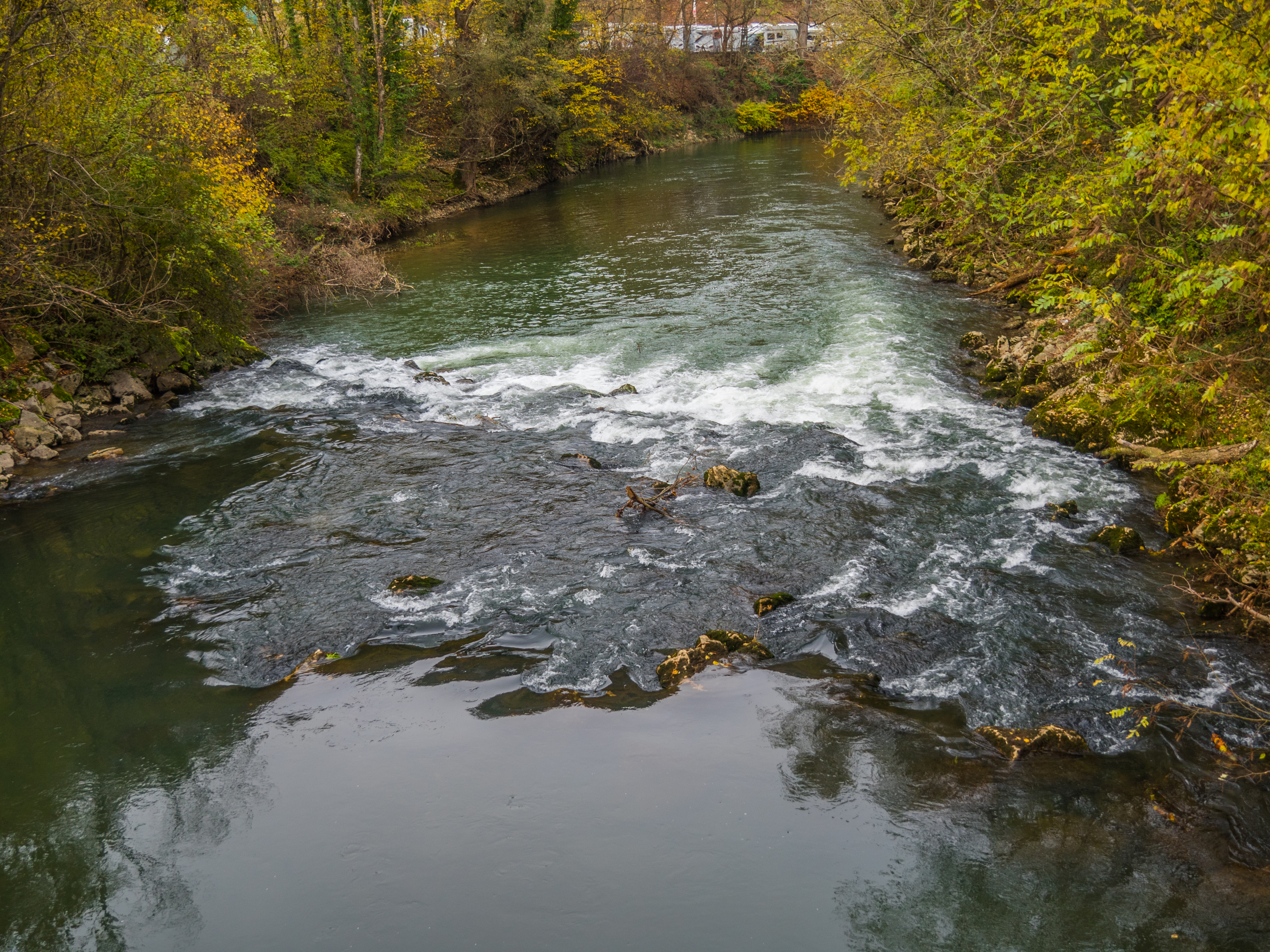
Бірс поблизу Дуггінгена
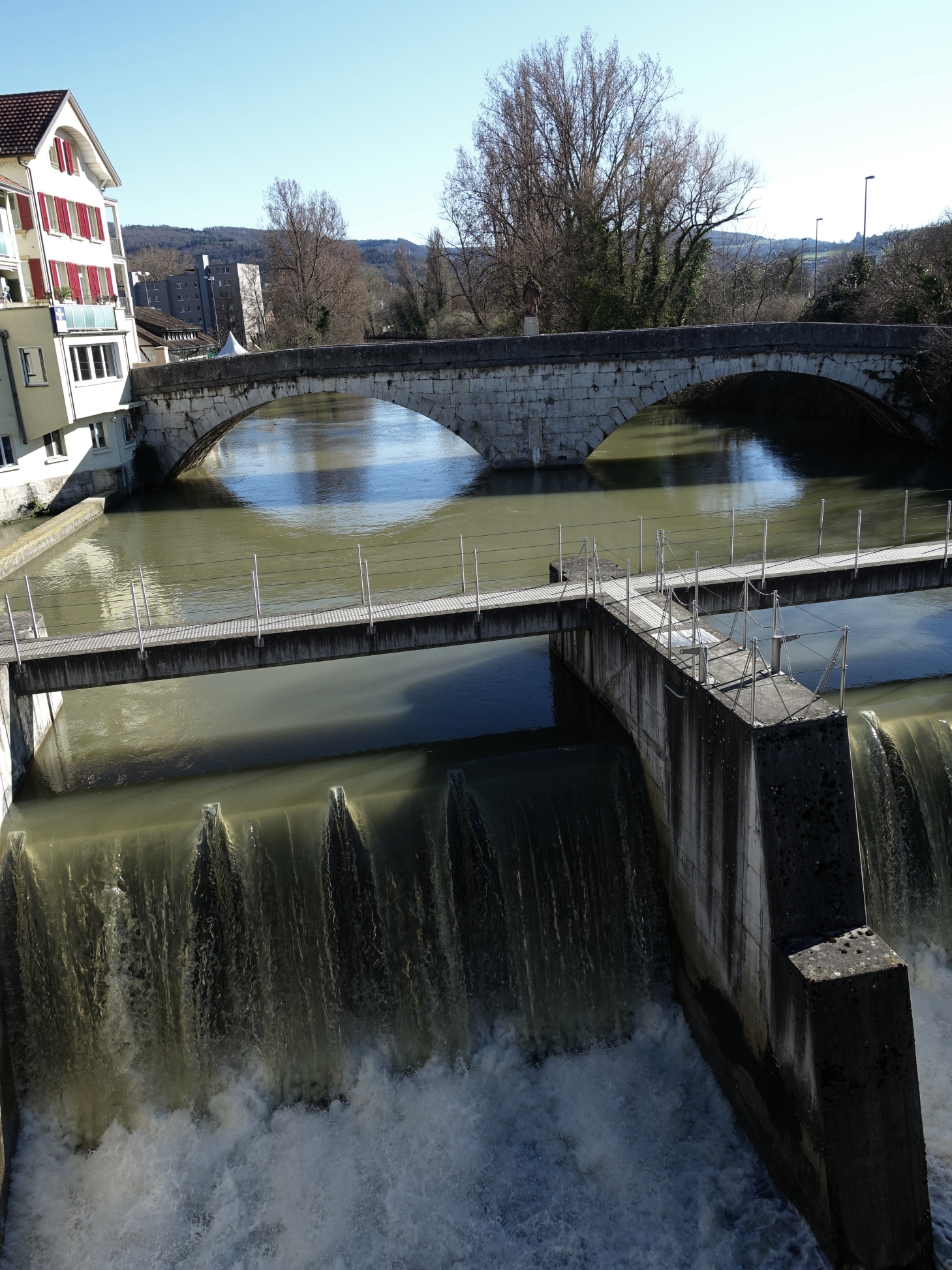
ГЕС в Дорнаху
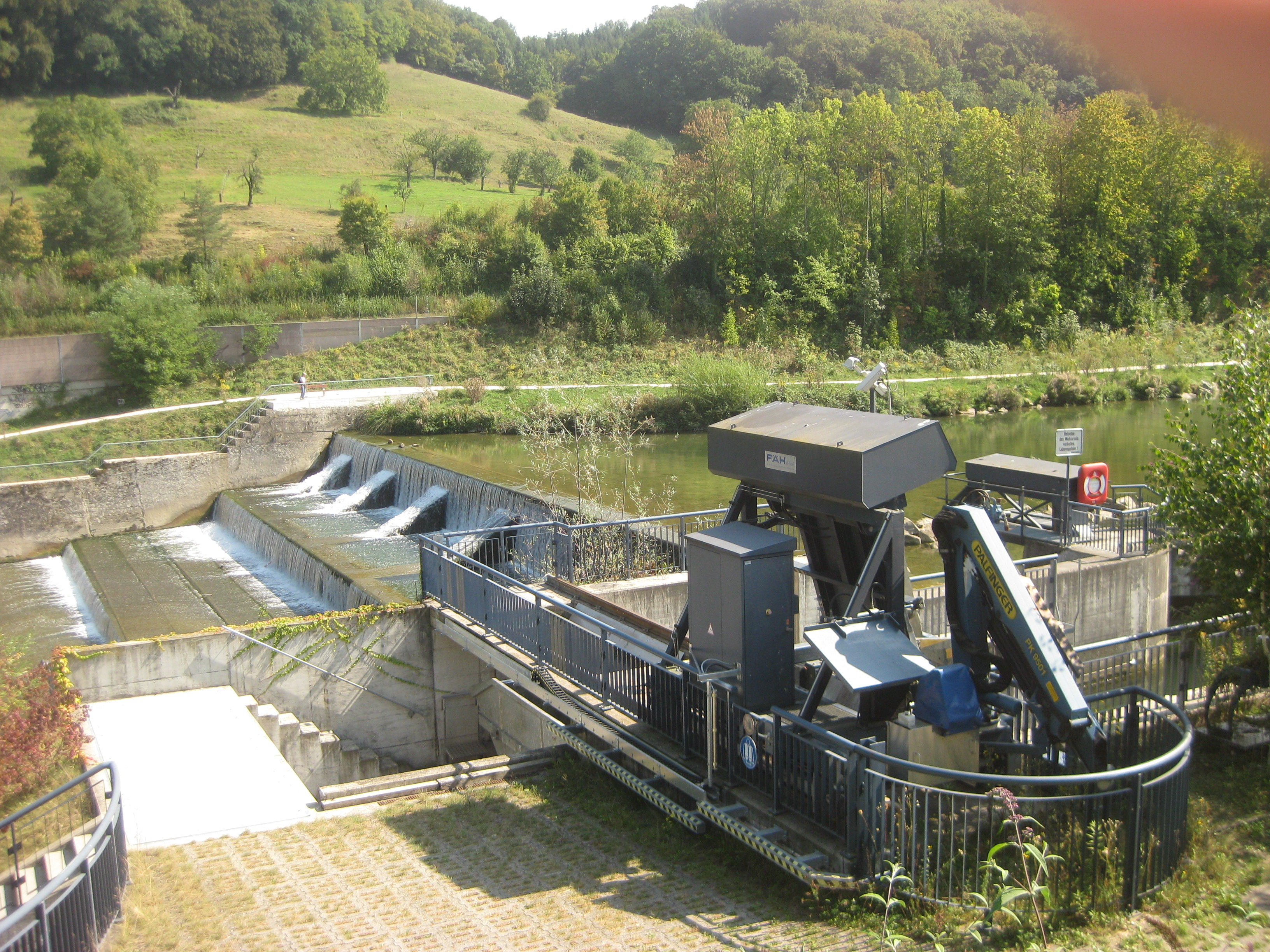
ГЕС в Мюнхенштайні
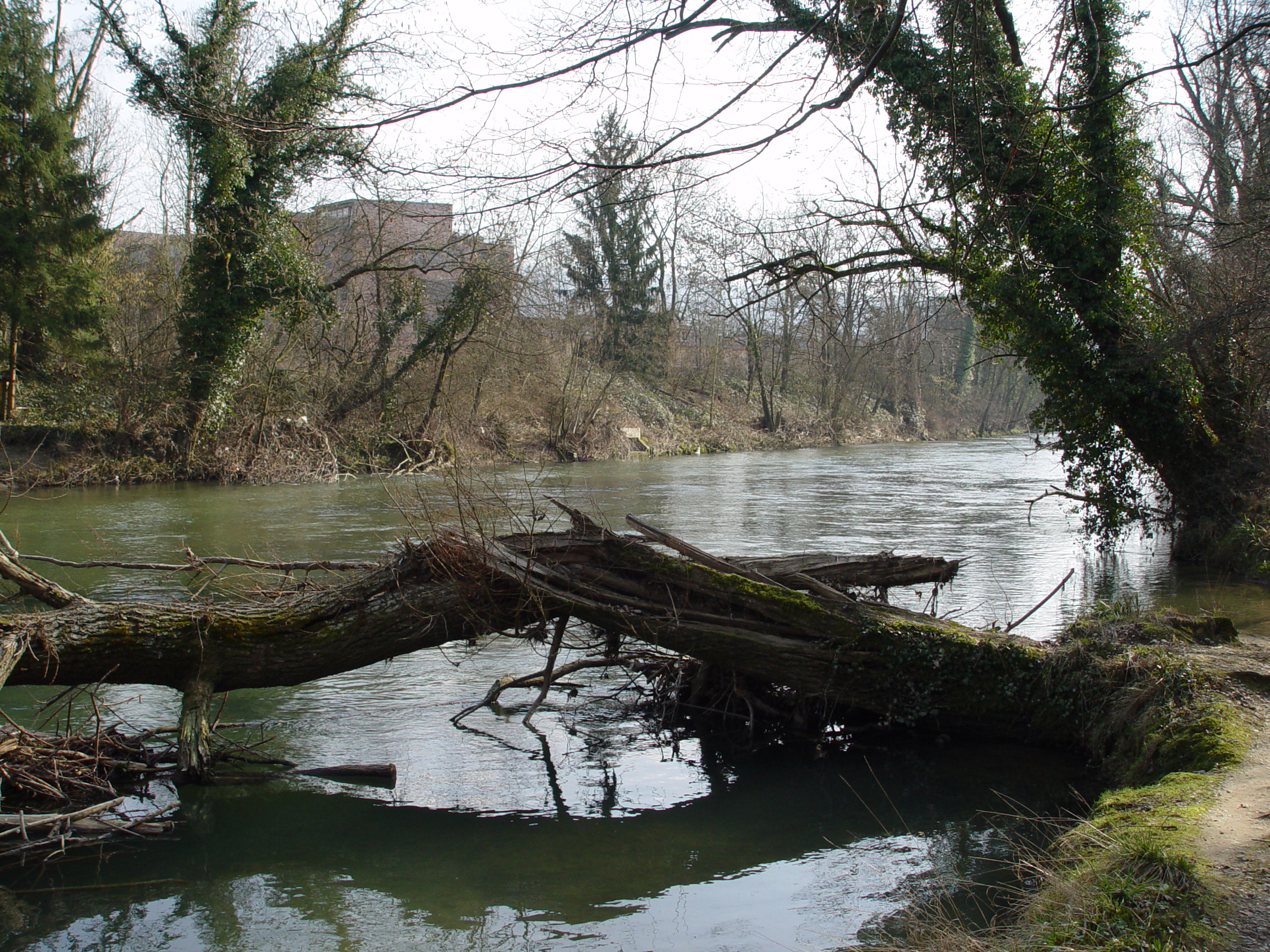
Нижня течія Бірса
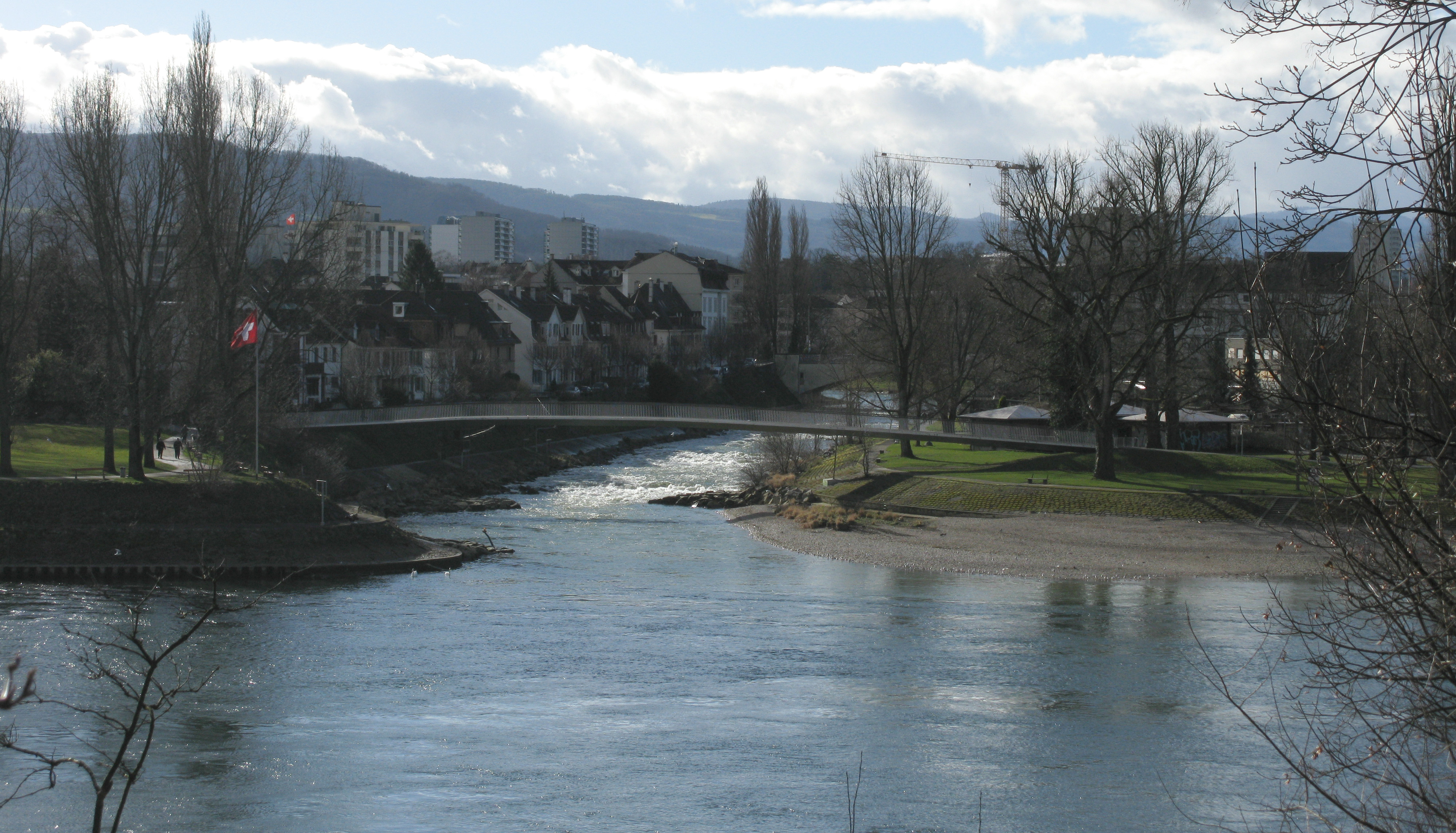
Гирло Бірса

### Сточище
Сточище Бірса — 896,86 км² і розташована в основному в Швейцарії з меншими територіями у Франції. 
У Швейцарії сточище дренує п'ять кантонів: Берн, Юра, Золотурн, Базель-Ландшафт і Базель-Штадт. 

### Притоки
Важливими притоками є Траме, Раус, Шельтенбах, Сорне, Люцель і Люссель.

## Історія
Нижня долина Бірсу була майже не заселеною до XVIII століття. 
У 1807 році розроблено перші проєкти корекції річки, які здійснювалися в 1814—1830 рр. з водовідведенням та великим випрямленням між Ноє-Вельт та Бірскепфлі; довжину річки скоротили до чверті. 
Подальші виправлення біля Дорнаху завершились до 1870 року. 

## Мости

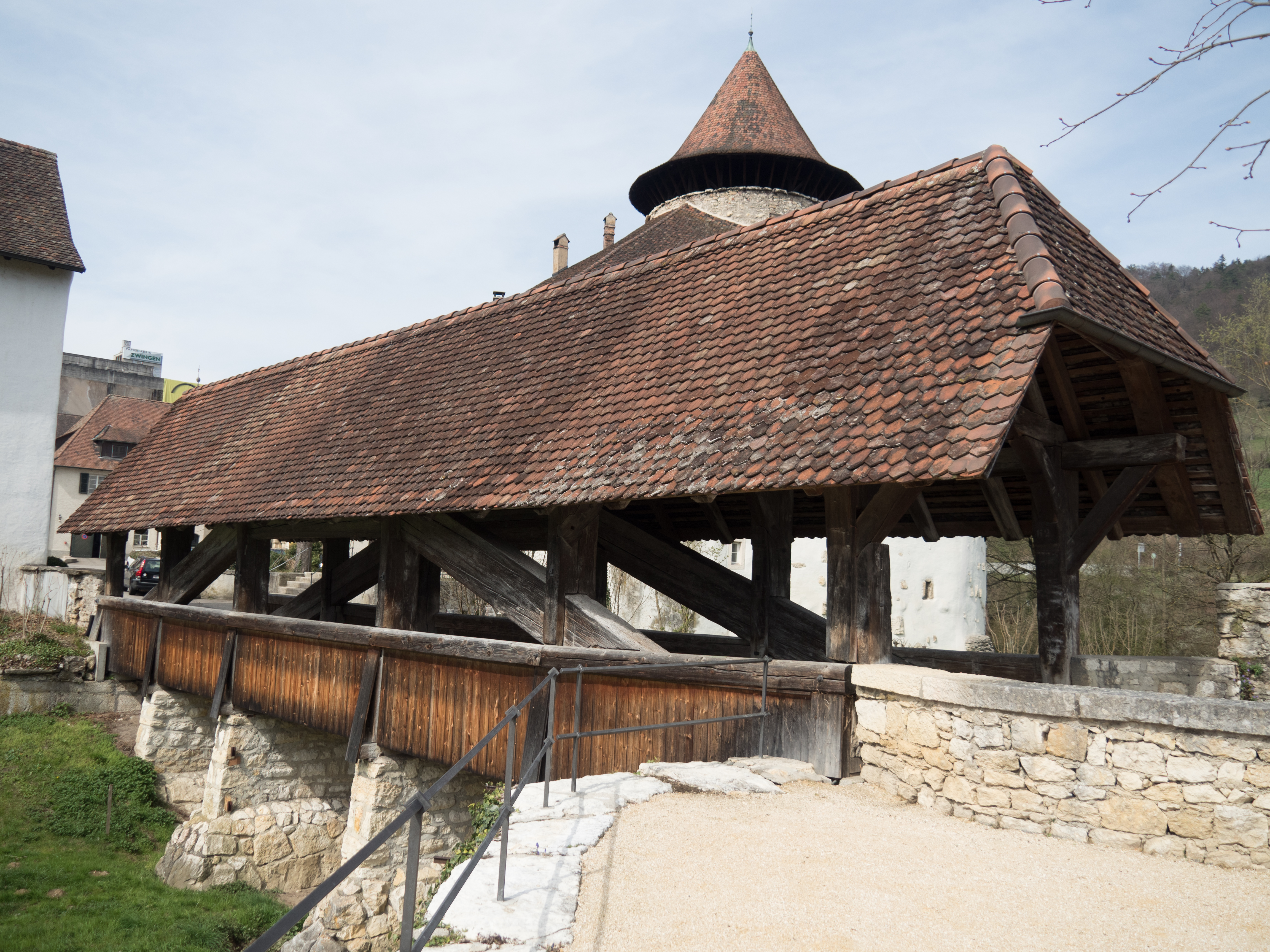
Замковий міст через східний канал Бірса

Через Бірс перекинуто понад 200 мостів.
Кам’яні аркові мости, розташовані в Понтене, Мальре, Сорвільє, Лауфен, Цвінген, Дуггінген і Дорнах.
Чотири криті дерев'яні мости перетинають річку, а замковий міст Цвінген — єдиний збережений історичний дерев'яний міст у Бірсталі. 

Дев'ятнадцять залізничних мостів перетинають Бірс, а залізниця Юра перетинає річку по восьми мостах між Мутьє та Мюнхенштайном. 
Залізничний міст біля Мюнхенштайна, спроєктований інженером Гюставом Ейфелем, завалився 14 червня 1891 року під вагою повністю завантаженого поїзда. 
Ця аварія призвела до 73 смертей і 171 поранення і вважається найбільшою залізничною аварією в Швейцарії станом на 2023 рік. 